# Nyolc Boldogság katolikus közösség
A Nyolc Boldogság Közösség (franciául Communauté des Béatitudes) egy katolikus karizmatikus, ugyanakkor szemlélődő és apostoli közösség, amely a római katolikus egyház tanítását vallva céljának tekinti az evangelizációt, a szegények megsegítését és az egység keresését más keresztény egyházakkal és Izrael népével.

## Története
A Nyolc Boldogság Közösséget két házaspár alapította 1973-ban, Franciaországban „Júda Oroszlánja és Áldozati Bárány Közösség” néven. 1979. január 19-én Coffy érsek, az Albi egyházmegye főpásztora elismeri a Közösséget „jámbor társulásként” (pia unio), az akkor hatályos kánonjog szerint.
1991-ben a Közösség úgy döntött, hogy a „Nyolc Boldogság Közösség” nevet veszi fel. Néhány hónappal később Mgr Meindre, Albi érseke jóváhagyta a Nyolc Boldogság Közösség szabályzatát, egyházmegyei jogú Krisztushívők Magántársulásává nyilvánítva a Közösséget.
2002. december 8-án a Laikusok Pápai Tanácsa öt évre jóváhagyta a Nyolc Boldogság Közösség Szabályzatát, majd meghosszabbította azt, a Közösség jelenlegi Szabályzatának jóváhagyásáig.
2011. június 29-én Mgr Le Gall, Toulouse érseke jóváhagyta a Nyolc Boldogság Közösség Szabályzatát, a Társult Laikusok Szabályzatával együtt, így a Közösség Egyházmegyei jogú Krisztushívők Hivatalos Társulásaként alakult újjá, azzal a céllal, hogy a Megszentelt Élet Új Lelki Családjává váljon.

## Szervezeti felépítés

### A Közösség három ága
- Férfi Szerzetesi Ág, melynek egyes tagjai klerikusok (papok és diakónusok), Általános Elöljáró fennhatósága alatt, aki minden esetben pap,
- Női Szerzetesi Ág, Általános Elöljáró fennhatósága alatt,
- társult tagok, akik házasságban vagy egyedülállóként élő laikusok, vagy klerikusok (állandó diakónusok). Ők a Laikus Ágba csoportosulnak az Általános Moderátor irányítása alatt, saját Szabályzattal.

### Kormányzat
A Közösséget Elnök vezeti, akit megszentelt életű (férfi és női) tagjai közül az Általános Közgyűlés választ meg. Az Általános Tanáccsal körülvéve dolgozik a kollegialitás szellemében és Isten akaratának közös keresésében az Ágak Elöljáróival, hatalmát pedig az egyes Ágak saját autonómiáját tiszteletben tartva gyakorolja.
A Közösség nemzetközi, jelen van az öt kontinensen, Magyarországon 1988-ban telepedett le.

## A Közösség hivatása

### A Közösség karizmája
- A Szentlélekben való élet: a Közösség életét meghatározza a Szentlélek befogadása és megtapasztalása, a nyitottság a karizmákra és a Szentlélek ajándékaira, amelyeket az Egyház megújításáért támaszt. A pünkösdi tapasztalat és mellette az eszkatológia kezdetektől fogva meghatározó elemei a Közösség lelkiségének.
- Az életállapotok kommuniója – a kommunióra való meghívás forrása és példája a szentháromságos élet.
- Apostolkodás – a Közösség aktívan részt kíván venni az Egyház missziójában és az új evangelizációban.

### A Közösség lelkisége
Szemlélődő élet
Lelkiségük merít a Kármel iskolájából (Karmeliták). A belső imát Ávilai Szent Teréztől, a gyermeki lelkületet pedig Lisieux-i Szent Teréztől szeretnék megtanulni.
- Belső ima (oratio). Minden közösségi tag naponta egy órát szentel a csendes belső imának, lehetőség szerint a kihelyezett Oltáriszentség előtt.
- Isten Igéjének olvasása. Napirendjükbe illesztik a szentírásolvasást (lectio divina).
- Mária szeretete. Monforti Grignon Szent Lajos tanítása szerint Szűz Máriának szentelik magunkat azzal a vággyal, hogy mindent vele és benne éljenek meg.
- Fáradozás az egységért és a választott népért. Imádkoznak, hogy megszűnjön Krisztus testében a megosztottság botránya. Úgyszintén imádkoznak a választott népért.
- Imádságból forrásozó apostoli élet. Az evangelizáció, a szegények szolgálata és a szükséget szenvedők vigasztalása némelyeket missziós (ad gentes) szolgálatra indít, másokat pedig a környezetükben élő embertársuk megsegítésére ösztönöz a szeretet konkrét cselekedetei által.

Élet a Lélekben
A Közösség a kommuniót és a missziót kívánja kibontakoztatni.Fontos a spontán imádság, a szabad dicsőítés és a karizmák gyakorlása. A karizmák gyakorlását a közös jó szemszögéből ítélik meg, odafigyelve a Szentlélekre, hogy Isten bölcsessége szégyenítse meg az erőseket. A Közösség bizalommal felel a Lélek különböző hívásaira.

## A Közösség létrejötte Magyarországon
Magyarországon 1988-ban telepedett le a közösség az esztergomi egyházmegyében, Péliföldszentkereszten, egy volt szalézi kolostorban, létrehozva a nemzetközi közösség első magyarországi alapítását. Paskai László bíboros, prímás, esztergomi érsek hagyta jóvá az alapítást. Az épületben főként fiatalok számára tartottak lelkigyakorlatokat, befogadtak értelmi sérülteket, imacsoportokat fogadtak.
1994-ben ezt a házat az újrainduló szalézi rend visszavette.

## A Közösség jelene Magyarországon
Jelenleg két házuk működik, az egyik Homokkomáromban, a kaposvári egyházmegyében, Nagykanizsa közelében; a másik Budapesten, az Örökimádás-templom (Üllői út 75-77.) mellett.

### Homokkomárom
A ház azok szolgálatában áll, akik kiszakadva a világ forgatagából szeretnének több időt eltölteni csendben, imában és testvéri közösségben. Több lehetőséget kínálnak a rövidebb-hosszabb ott tartózkodásra: lelkigyakorlatokat különféle témákban, hivatástisztázó lelkigyakorlatot fiataloknak, nyári ifjúsági tábort (Tábor-Hegyi Napok), Bárány Tanítványai képzést, Názáret-iskolát, vagy csupán néhány csendes napot, bekapcsolódva a Közösség életébe, liturgiáiba. Fogadnak plébániai, iskolai, vagy a különböző lelkiségi mozgalmakhoz tartozó csoportokat is.
Meghívásra plébániai, iskolai lelki napokat szerveznek. Ezen kívül idősek otthonában lelkigondozást, gimnáziumban és gyermekotthonban hitoktatást végeznek.
Fogadják a homokkomáromi kegytemplomba érkező zarándokokat, Kék-túrázókat (egyénileg, vagy csoportosan), akik szeretnék megismerni a Kegytemplom történetét, vagy szívesen betérnének a Közösség kápolnájába. 
Kegytárgyboltot is működtetnek.

### Budapest
A budapesti közösség tagjai az evangelizáció és az együttérzés szolgálatában tevékenykednek a következő területeken: szentségek felvételére való előkészítés (katekumenátus, jegyesoktatás), Imaiskola, kórházi lelkigondozás, teológiaoktatás, lelkikísérés, imaestek és lelki napok szervezése, az Eukarisztia tiszteletét előmozdító Központi Oltáregyesület munkájában való részvétel.
A Közösség belső egyházi jogi személy. Egyházjogi státusza: Krisztushívők egyházmegyei jogú hivatalos társulása amely azzal a céllal jött létre, hogy a megszentelt élet új lelki családja legyen.

### A Közösség tevékenységei
- Lelkipásztori munka[6]
- Imaestek, lelki napok szervezése[7]
- Lelkigyakorlatok szervezése[8]
- Együttérzés szolgálata[9]
- Képzés, hitoktatás[10]

## Szexuális zaklatás a francia Nyolc Boldogság katolikus közösségben
2008. február 4-én a francia rendőrség őrizetbe vette Pierre-Étienne testvért, a bonnecombe-i Nyolc Boldogság katolikus közösség tagját. A vádak szerint a testvér 1985 és 2000 között legalább húsz, 15 év alatti gyermeket molesztált, áldozatai között fiúk és lányok egyaránt voltak. A feljelentést – Pierre-Étienne testvér kérésére – az Émilie álnevet használó Muriel, a közösség egyik tagja tette meg.
Sajtóértesülések szerint a vallási közösség vezetői már 1998 óta tudtak Pierre-Étienne testvér pedofil tetteiről, de soha nem tettek feljelentést a rendőrségen, és csak 2000-ben tiltottak meg neki minden kapcsolattartást gyermekekkel.
2011. december 1-n a rodez-i bíróság bűnösnek mondta ki Pierre-Étienne Albert-t 38 rendbeli, fiatalkorúakkal szemben elkövetett szexuális visszaélés vádjában, és öt év börtönbüntetésre valamint kártérítés megfizetésére ítélte.
2011 májusában Philippe Madre általános orvost, a Közösség egykori általános elöljáróját az Egyház megfosztotta a klerikusi (állandó diakonus) rangjától, a hatalma alatt álló személyekkel szemben elkövetett szexuális visszaélések miatt.
2011. november 16-i dátummal a Közösség általános tanácsa sajtónyilatkozatott tett közzé, melyben leírják, hogy a Közösség alapítója, Gérard Croissant súlyosan megsértette az életállapotából adódó szexuális kötelezettséget, elsősorban a Közösségben élő nővérekkel, de egy ízben azonban egy fiatalkorú lánnyal szemben.
A Közösség elismeri a múltban elkövetett hibáit, és leszögezi, hogy az érintettek már nem tagjai a Közösségnek.